# Цвізельберг (Берн)
Цвізельберг (нім. Zwieselberg BE) — громада  в Швейцарії в кантоні Берн, адміністративний округ Тун.

## Географія
Громада розташована на відстані близько 30 км на південний схід від Берна.
Цвізельберг має площу 2,5 км², з яких на 9,9% дозволяється будівництво (житлове та будівництво доріг), 63% використовуються в сільськогосподарських цілях, 26,3% зайнято лісами, 0,8% не є продуктивними (річки, льодовики або гори).

## Демографія
2019 року в громаді мешкало 329 осіб (+21,9% порівняно з 2010 роком), іноземців було 4,9%. Густота населення становила 134 осіб/км².
За віковим діапазоном населення розподілялося таким чином: 27,1% — особи молодші 20 років, 56,5% — особи у віці 20—64 років, 16,4% — особи у віці 65 років та старші. Було 125 помешкань (у середньому 2,6 особи в помешканні).
Із загальної кількості 93 працюючих 21 був зайнятий в первинному секторі, 30 — в обробній промисловості, 42 — в галузі послуг.